# Dance Dance Revolution (1ra edición)
Dance Dance Revolution o DDR es el primer videojuego de la serie del mismo nombre, publicado por Konami el 21 de noviembre de 1998. Fue renombrado a Dancing Stage para Europa y Australia.
Para diferenciar las arcades con el mismo título, este artículo se refiere a DDR 1stMIX o DDR 1st, mientras que el otro se refiere a DDR (2013) o (2014).

## Características
- La interfaz usa barra electrónica de vida
- Los personajes se eligen aleatoriamente
- Se usan CD para elegir la canción
- se usa un código para cambiar de dificultad de "Basic" a "Another" durante la elección de dificultad.

## Canciones
Esta lista es para todas las entregas. Naoki Maeda hace su aparición en este videojuego.
| Simbología    | Simbología | Simbología                           |
| Color o icono | Texto      | Comentarios                          |
| ------------- | ---------- | ------------------------------------ |
|               | Sí         | Disponible                           |
|               | comentario | Solo aparece con ciertas condiciones |
|               | No         | No disponible                        |
| Candado       | N/A        | Req. desbloquear esta canción        |

Nota: Se renombrarón las canciones para coincidir con DDR X3.
| N.º | Canción                                                        | Artista                         | Arcade principal | Arcade en Asia                 | Arcade en USA                  | Dancing Stage                  | Consola             | Dancing Stage 1.5              |
| --- | -------------------------------------------------------------- | ------------------------------- | ---------------- | ------------------------------ | ------------------------------ | ------------------------------ | ------------------- | ------------------------------ |
| 1   | "Have You Never Been Mellow"                                   | The Olivia Project              | Sí               | Sí                             | Sí                             | Sí                             | Sí                  | Sí                             |
| 2   | "Butterfly"                                                    | Smile.dk                        | Sí               | Sí                             | Sí                             | Sí                             | Sí                  | Sí                             |
| 3   | "Kung Fu Fighting"                                             | Bus★Stop featuring Carl Douglas | Sí               | No                             | No                             | No                             | Sí                  | No                             |
| 4   | "That's the Way (I Like It)"                                   | KC & The Sunshine Band          | Sí               | No                             | No                             | No                             | Sí                  | No                             |
| 5   | "My Fire (UKS Remix)"                                          | X-Treme                         | Sí               | Sí                             | Sí                             | Sí                             | Sí                  | Sí                             |
| 6   | "Trip Machine"                                                 | De-Sire                         | Final Stage      | 2nd Stage                      | 2nd Stage                      | 2nd Stage                      | Final Stage         | 2nd Stage                      |
| 7   | "Let's Get Down"                                               | JT Playaz                       | Sí               | No                             | No                             | No                             | Sí                  | No                             |
| 8   | "Little Bitch"                                                 | The Specials                    | Sí               | No                             | No                             | No                             | Sí                  | No                             |
| 9   | "Strictly Business"                                            | Mantronik vs EPMD               | Sí               | Sí                             | No                             | No                             | Sí                  | No                             |
| 10  | "Make It Better"                                               | Mitsu-O!                        | Sí               | Sí                             | Sí                             | Sí                             | Sí                  | Sí                             |
| 11  | "Paranoia"                                                     | 180                             | Final Stage      | Final Stage                    | Final Stage                    | Final Stage                    | Final Stage         | Final Stage                    |
| 12  | "AM-3P"                                                        | Ktz                             | No               | Sí                             | Sí                             | Sí                             | No                  | Sí                             |
| 13  | "Brilliant2U"                                                  | Naoki                           | No               | Sí                             | Sí                             | Sí                             | No                  | Sí                             |
| 14  | "Put Your Faith In Me"                                         | Uzi-Lay                         | No               | Sí                             | Sí                             | Sí                             | No                  | Sí                             |
| 15  | "Put Your Faith In Me (Jazzy Groove)"                          | Uzi-Lay                         | No               | req. jugar la versión original | req. jugar la versión original | req. jugar la versión original | No                  | req. jugar la versión original |
| 16  | "Make It Better So - Real Mix"                                 | Mitsu-O! Summer                 | No               | req. jugar la versión original | req. jugar la versión original | req. jugar la versión original | No                  | req. jugar la versión original |
| 17  | "Brilliant 2U (Orchestra-Groove)"                              | Naoki                           | No               | req. jugar la versión original | req. jugar la versión original | req. jugar la versión original | No                  | req. jugar la versión original |
| 18  | "Boom Boom Dollar (Red Monster Mix)"                           | King Kong & D. Jangle Girls     | No               | No                             | Sí                             | Sí                             | No                  | Sí                             |
| 19  | "Make a Jam!"                                                  | U1                              | No               | No                             | No                             | No                             | Sí                  | No                             |
| 20  | "Boys"                                                         | Smile.dk                        | No               | No                             | No                             | No                             | Sí                  | No                             |
| 21  | "Paranoia KCET ~Clean Mix~"                                    | 2MB                             | No               | No                             | No                             | No                             | Sí                  | No                             |
| 22  | "Paranoia Max ~Dirty Mix~"                                     | 190                             | No               | No                             | No                             | No                             | Sí                  | No                             |
| 23  | "I believe in miracles (The Lisa Marie Experience Radio Edit)" | Hi-Rise                         | No               | No                             | No                             | No                             | exc. en Final Stage | No                             |
| 24  | "It's Like That"                                               | Run DMC vs Jason Nevins         | No               | No                             | No                             | No                             | No                  | Sí                             |
| 25  | "Last Thing on My Mind"                                        | Steps                           | No               | No                             | No                             | No                             | No                  | Sí                             |
| 26  | "Uh La La La"                                                  | Alexia                          | No               | No                             | No                             | No                             | No                  | Sí                             |

### Música notable
- Have Your Never Been Mellow: Canción creada por The Olivia Project, esta canción se distingue de las otras por ser la primera canción que apreció en el videojuego.
- Butterfly: Canción creada por Smile.dk.
- Kung fu Fighting: Canción creada por Carl Douglas y arreglada por Bus Stop.
- That's the way (I like it): Canción creada por KC and the Sunshine Band.
- My fire (UKS Remix): Canción creada por X-Treme.
- Trip machine: Canción creada por De-Sire (Naoki), apareció en 'DDR 1st Mix Internet Ranking version'.
- Make a jam!: Canción creada por U1, apareció en PlayStation.
- Boys: Canción creada por Smile.dk, apareció en 'DDR 2nd Mix' y en PlayStation.
- Let's get down: Canción creada por Jt Playaz.
- Little bitch: Canción creada por The Specials.
- Strictly Business: Canción creada por Mantronik Vs EpMo, eliminada en 'DDR 3rd Mix' y no fue revivida en 'DDR X3'.
- Make it better: Canción creada por Mitsu-o! (Naoki), apareció en 'DDR 1st Mix Internet Ranking version'.
- I believe in miracles: Canción creada por Hi-Rise.
- Paranoia: Canción creada por 180 (Naoki), esta canción destaca entre las demás por ser la versión original de la saga Paranoia.
- Paranoia Kcet (Clean mix): Canción creada por 2MB (U1-ASAMi), apareció en PlayStation.
- Paranoia Max - Dirty mix: Canción creada por 190 (Naoki), apareció en DDR 2ndMIX y en PlayStation.

## Versiones caseras
El 10 de abril de 1999, se ha publicado una versión para PlayStation.